# Skieppe
Skieppe, auch Skäppe, war ein dänisches Maß. Es war ein Flächen-  und Volumenmaß. Letzteres war nur  für  spanisches Salz und für Steinkohlen bestimmt.

## Volumenmaß
- 1 Skieppe = 21,24 Liter

Die Maßkette für das Maß war:
- 1 Last = 18 Tonnen = 144 Skieppe = 3.168 Pott
- 1 Tonne = 8 Skieppe = 176 Pott = 8564,16 Pariser Kubikzoll = 169,891 Liter

Nach anderen Quellen war die Maßkette 
- 1 Toende = 4 Fjerding = 8 Skieppe = 32 Fjerdingkar = 144 Pott

## Flächenmaß
Die Maßkette war
- 1 Pflug = 8 Toende (Hartkorn) = 32 Toende (Sädeland) = 64 Skieppe = 256 Fjerdingkar = 768 Album = 3072 Penge = 17.920 aquare rode = 1.792.000 aquar fod = 43,6 Ar
- 1 Skieppe = 4 Fjerdingkar = 0,6813 Ar[2]